# Eint Beekman Ockels
Eint Beekman Ockels (Stadskanaal, ca. 1939) is een Nederlands politicus van de VVD.
Hoewel geboren in Stadskanaal is hij opgegroeid in Heerenveen. Hij was docent geschiedenis en de staatsinrichting op de Stedelijke Scholengemeenschap in Middelburg, kwam in 1974 in de gemeenteraad van Domburg en werd daar toen meteen wethouder. In augustus 1980 volgde zijn benoeming tot burgemeester van Fijnaart en Heijningen en in januari 1988 werd Ockels de burgemeester van Sprang-Capelle. Vanaf 1994 was hij tevens waarnemend burgemeester van Klundert. Die twee gemeenten hielden per 1 januari 1997 op te bestaan. In december 1996 werd hij tevens waarnemend burgemeester van Zweeloo dat op 1 januari 1998 opging in de gemeente Coevorden. Op die datum werd hij de waarnemend burgemeester van Wierden wat Ockels tot 2000 zou blijven.